# Dolní Orlice
Dolní Orlice (německy Nieder Erlitz) je vesnice, část obce Červená Voda v okrese Ústí nad Orlicí. Nachází se asi tři kilometry severně od Červené Vody. Prochází tudy železniční trať Lichkov–Štíty a silnice I/43. Dolní Orlice je také název katastrálního území o rozloze 5,32 km².

## Historie
První písemná zmínka o vesnici pochází z roku 1654.
| Rok            | 1869 | 1880 | 1890 | 1900 | 1910 | 1921 | 1930 | 1950 | 1961 | 1970 | 1980 | 1991 | 2001 | 2011 | 2021 |
| -------------- | ---- | ---- | ---- | ---- | ---- | ---- | ---- | ---- | ---- | ---- | ---- | ---- | ---- | ---- | ---- |
| Počet obyvatel | 567  | 569  | 603  | 534  | 477  | 452  | 404  | 232  | 203  | 233  | 211  | 195  | 156  | 156  | 161  |

## Fotogalerie

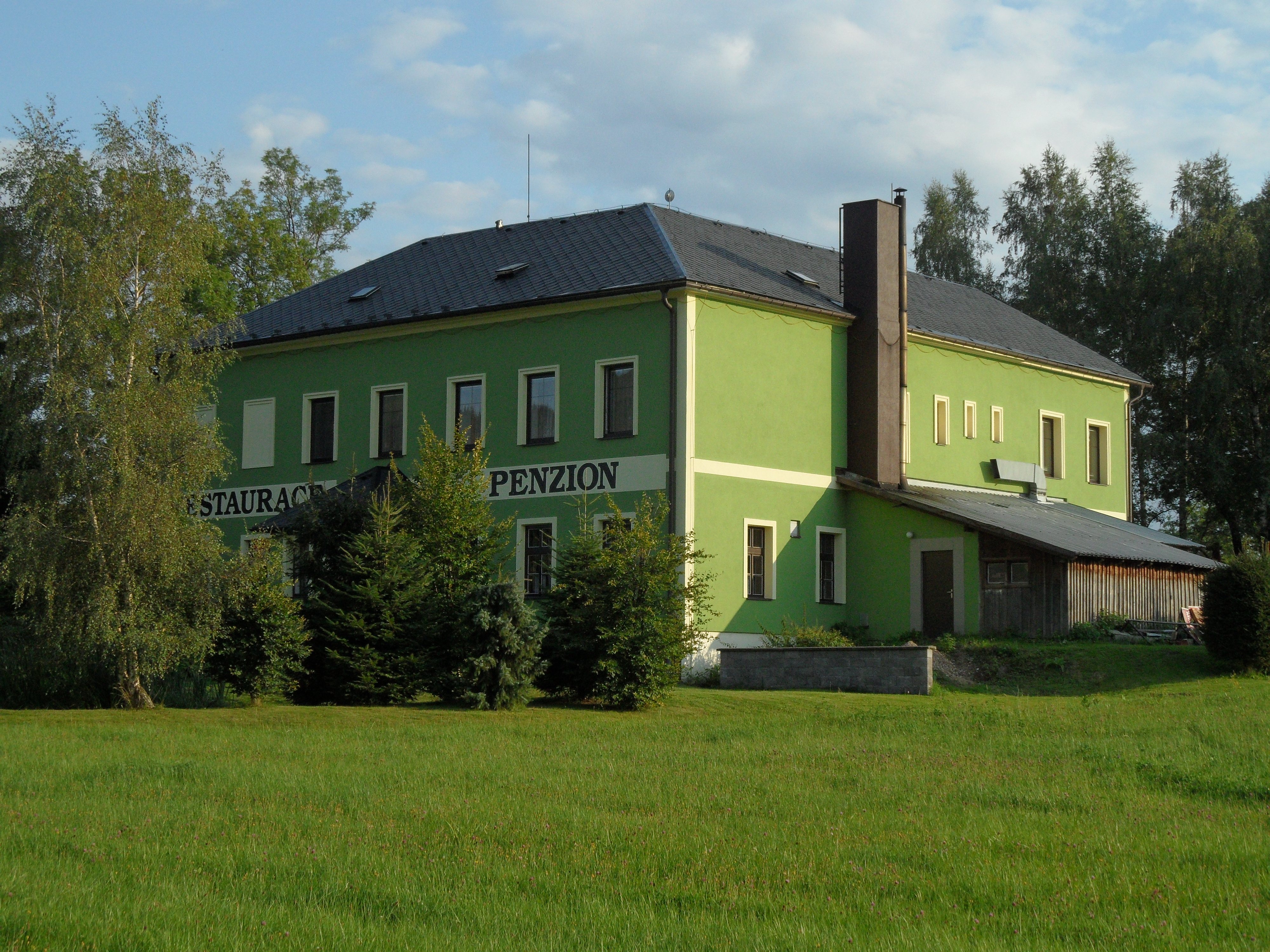
Restaurace a penzion
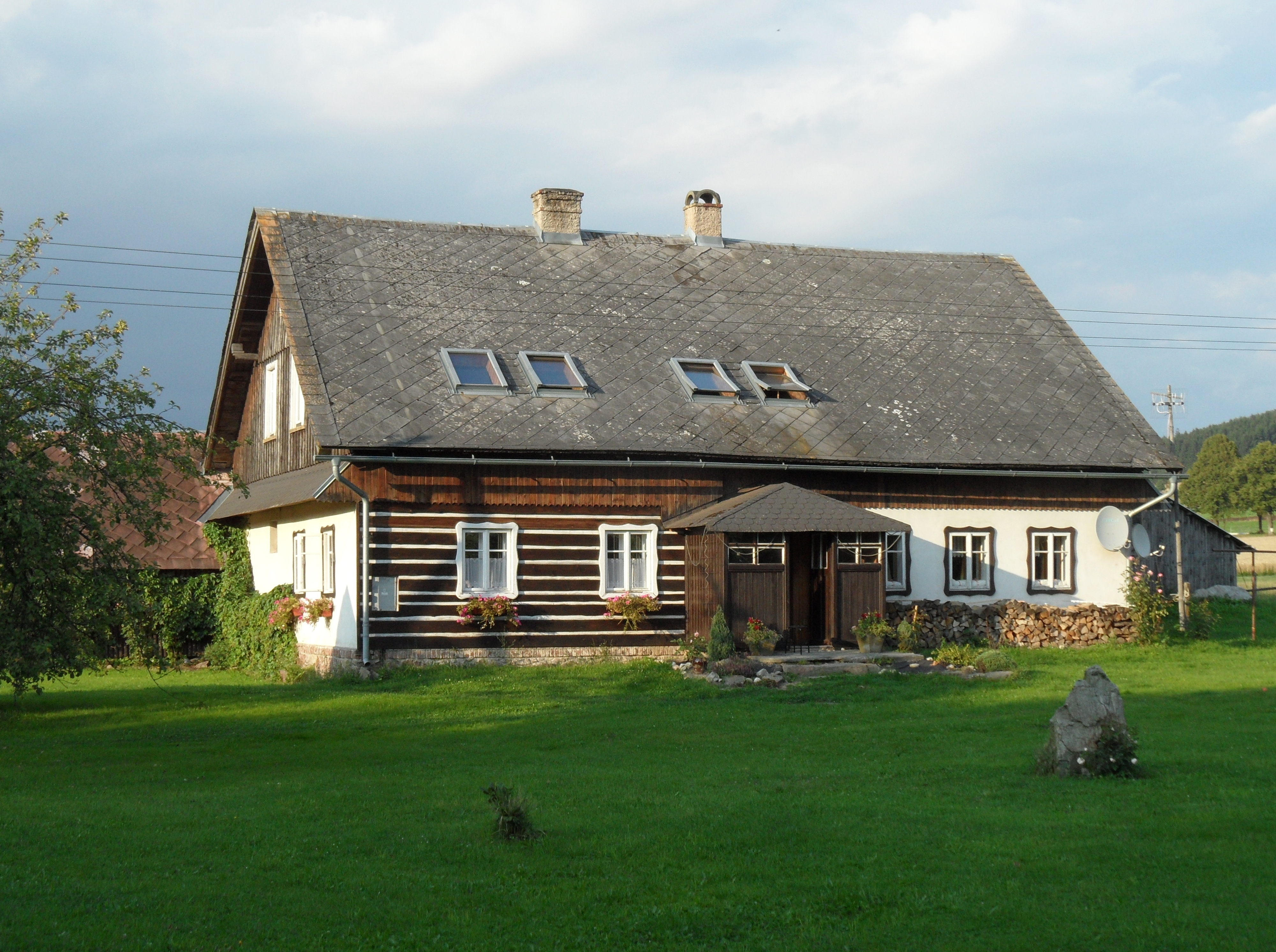
Menší chalupa
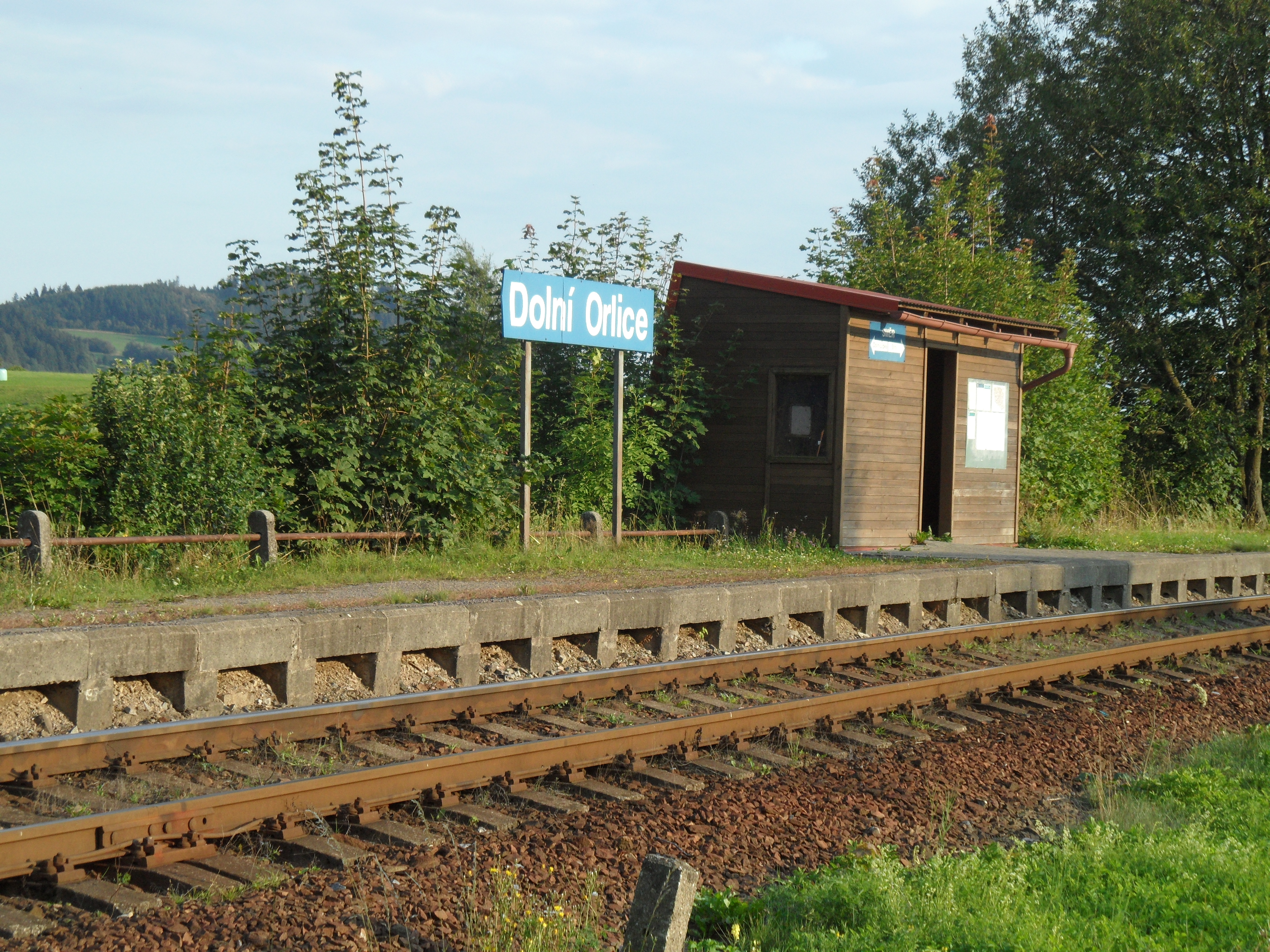
Železniční zastávka
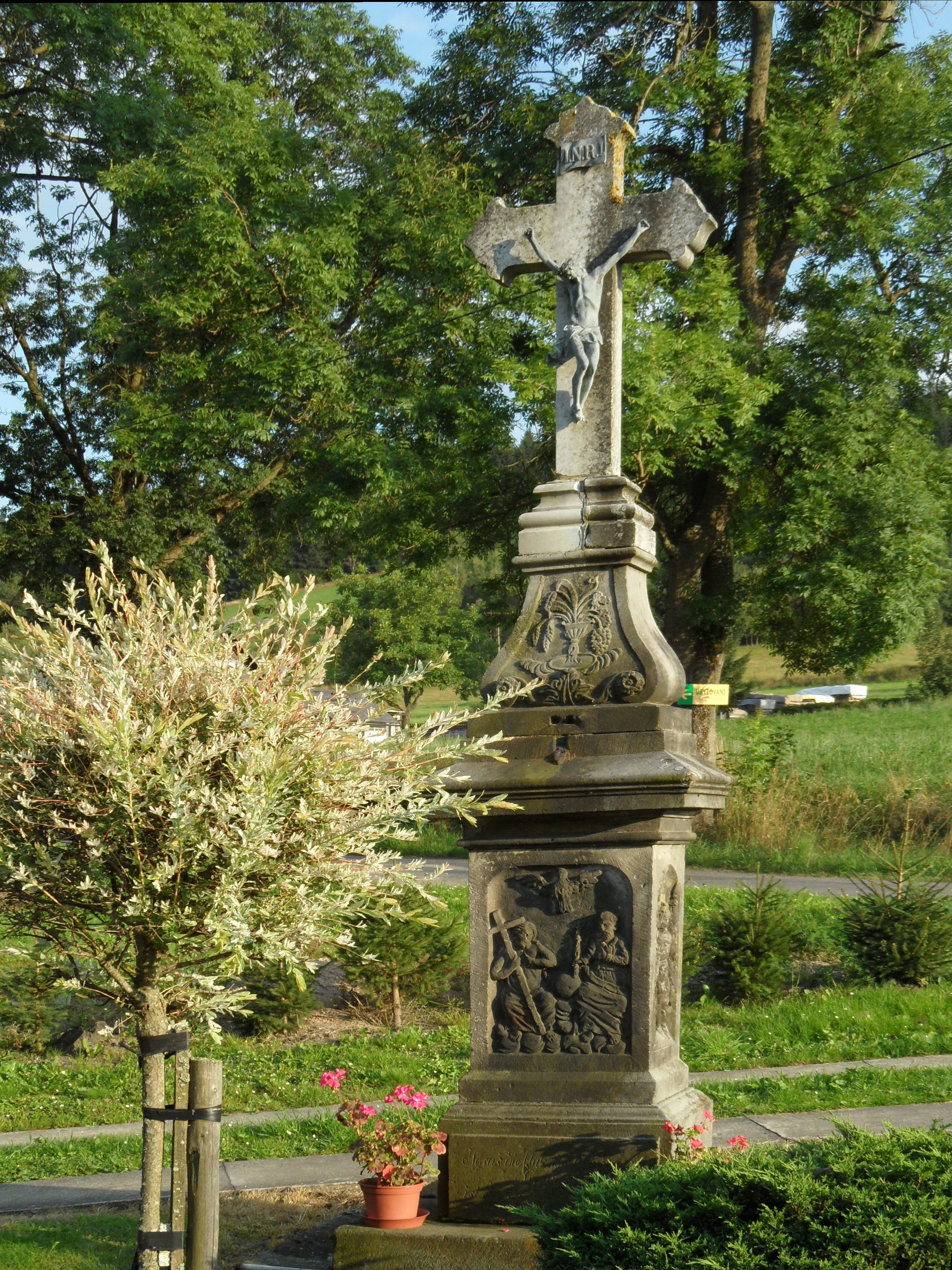
Křížek u domu